# FQ Близнецов
FQ Близнецов (лат. FQ Geminorum) — двойная затменная переменная звезда типа Алголя (EA) в созвездии Близнецов на расстоянии приблизительно 5 740 световых лет (около 1 760 парсек) от Солнца. Видимая звёздная величина звезды — от +14,2m до +13m. Орбитальный период — около 2,8847 суток.

## Характеристики
Первый компонент — белая звезда спектрального класса A3. Эффективная температура — около 8746 К.
Второй компонент — жёлтый субгигант спектрального класса G6IV.